# Orsonwelles malus
Orsonwelles malus är en spindelart som beskrevs av Gustavo Hormiga 2002. Orsonwelles malus ingår i släktet Orsonwelles och familjen täckvävarspindlar. Inga underarter finns listade i Catalogue of Life.